# Natural History Museum at Tring
Le Natural History Museum at Tring (anciennement Walter Rothschild Zoological Museum) est l'ancien musée privé du baron Lionel Walter Rothschild (1868-1937) qu’il avait fondé sur les propriétés de la famille Rothschild de Tring Park, à Tring dans le Hertfordshire. Il est constitué d’animaux naturalisés et a ouvert ses portes en 1892. Aujourd'hui ce musée forme l’une des meilleures collections d’animaux naturalisés du Royaume-Uni.

## Histoire
À l'origine le nom du musée était Walter Rothschild Zoological Museum ; en avril 2007, il a été changé en The Natural History Museum at Tring.
Il est intégré au musée d'histoire naturelle de Londres en 1937.

## Description
Le muséum occupe différentes salles et présente notamment des animaux disparus comme le quagga, la thylacine et le grand pingouin ainsi qu’une reconstruction du moa et du dodo. On peut également y observer de nombreux exemples d’hybrides et de colorations aberrantes. La collection de chiens, qui montre l’évolution obtenue par la sélection, des minuscules chiens de poche mexicains et russes jusqu’aux immenses lévriers greyhound, a été transférée au musée d'histoire naturelle de Londres après la Seconde Guerre mondiale.
Le site est aussi utilisé par le département ornithologique du muséum pour la conservation des collections, ainsi que pour la bibliothèque. Les collections du musée sont complétées par des expositions temporaires et des activités pour les plus jeunes.
L’accès par la route est facile. La gare de train la plus proche est la gare de Tring à trois kilomètres environ.

## Galerie

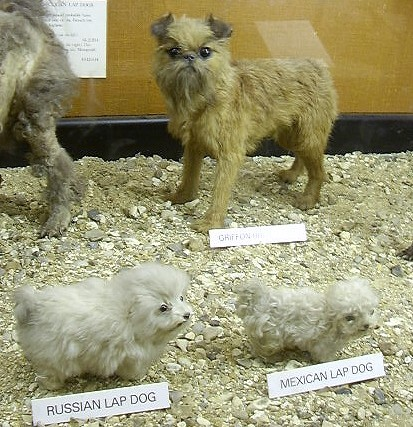
Jeunes chiens de poche
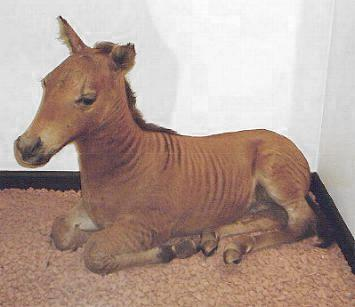
Hybride entre un cheval et un zèbre
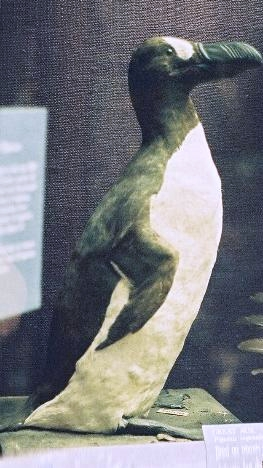
Grand pingouin